# Classe Bougainville
Pour les articles homonymes, voir Bougainville.
La classe Bougainville est un type d'aviso colonial qui fut construit pour la Marine nationale française dans les années 1930 sur plusieurs chantiers navals.

## Historique

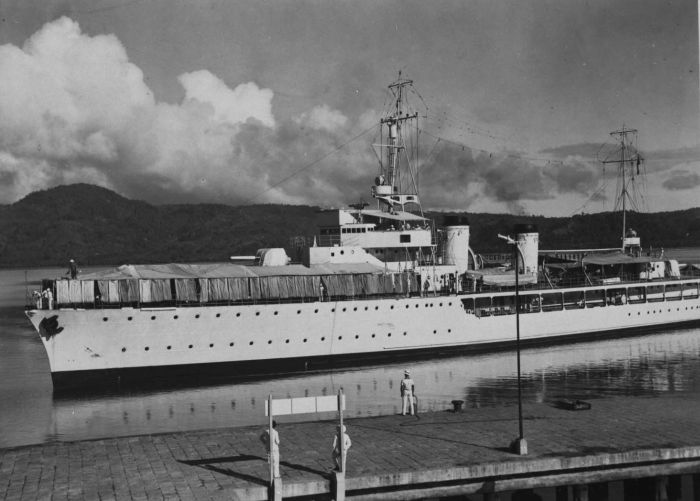
Le Dumont-d'Urville aux Indes orientales néerlandaises au début des années 1930.

Douze bâtiments français ont porté ou portent le nom du navigateur Louis Antoine de Bougainville. Mais une seule classe a ce nom ; dix unités furent construites sur une longue période en 1931 et 1940. Seuls huit entrèrent en service à temps pour participer à la Seconde Guerre mondiale, les deux derniers étant encore en chantier lors de la bataille de France.
Officiellement désignés comme « avisos pour campagnes lointaines », ils furent confiés à des chantiers privés financés par les tranches 1927, 1928, 1930, 1931, 1937 et 1938ter du programme naval.
Leurs destins furent variés et tragiques pour la plupart, coulés par des navires alliés ou sabordés pour éviter de tomber aux mains de l'ennemi durant la Seconde Guerre mondiale. La bataille qui opposa les avisos Bougainville et Savorgnan-de-Brazza, le 9 novembre 1940 durant la campagne du Gabon, est un des rares cas de combat fratricides entre marins français armant deux navires d'une même classe et servant dans des camps différents. Le Bougainville est dans la marine de Vichy, le Savorgnan de Brazza est dans les FNFL. Le Bougainville est coulé.
Les quatre bâtiments survivants de la seconde guerre mondiale furent modernisés et servirent d'escorteurs anti-sous-marins. Ils participèrent à la guerre d'Indochine. L'un d'entre eux, le La Grandière, a été envoyé par la France pour participer à la guerre de Corée.

## Missions

Schéma du Bougainville. Le seul blindage est l'écran qui protège les servants des pièces de 138 mm.

Cette série fut la première des navires de surface de la marine française à être propulsée par des moteurs diesel.
Prévus à l'origine pour opérer dans l'empire colonial français, ces navires à très grand rayon d'action pouvaient remonter les fleuves d'Afrique et d'Asie grâce à leur faible tirant d'eau et embarquer une compagnie d'infanterie de marine.
Leur capacité en carburant était de 60 t de mazout et 220 t de gazole.

## Artillerie
- 3 pièces simples sous masque de 138 mm, modèle 1927 (à l'avant, deux de chasse, à l'arrière, une de fuite). Ce canon de cal. 40 tire des obus de 40 kg à une distance maximale de 20 000 m (site = +30°) à raison de 7 à 12 coups par minute. La dotation en munitions est de 200 coups par canon soit 600 obus au total.
- 4 canons de 37 mm Schneider modèle 1933 en quatre affût simples. Ce canon de cal. 50 pointant de -15° à +80° tire des obus de 0,725 kg à une cadence de 30 coups par minute à une distance de 5 000 m.
- 6 mitrailleuses de 13,2 mm Hotchkiss modèle 1929 en trois affûts doubles. La mitrailleuse à refroidissement par air a un canon de cal. 76 tirant des cartouches de 122 grammes en bandes chargeurs de 30 coups à une cadence de 700 coups par minute, à une portée de 6 500m (pratique : 2 500m) et un plafond pratique de 1 500 m.
- Un grenadeur de sillage et deux mortiers Thornycroft
- Deux lignes de rails pour mouillage de mines (50 mines).

## Listes des avisos coloniaux

### Tranche 1927
- Le Bougainville, mis sur cale aux Forges et Chantiers de la Gironde à Bordeaux le 25 novembre 1929, lancé le 21 avril 1931, et admis au service actif le 15 février 1933. Coulé le 9 novembre 1940 par le Savorgnan-de-Brazza au large de Libreville.
- Le Dumont-d'Urville est mis sur cale aux Chantiers Maritimes du Sud-Ouest de Bordeaux le 19 novembre 1929, lancé le 21 mars 1931 et admis au service actif le 4 juin 1932. Il participe à la bataille de Koh Chang en 1941 et sera réformé le 26 mars 1958.

### Tranche 1929

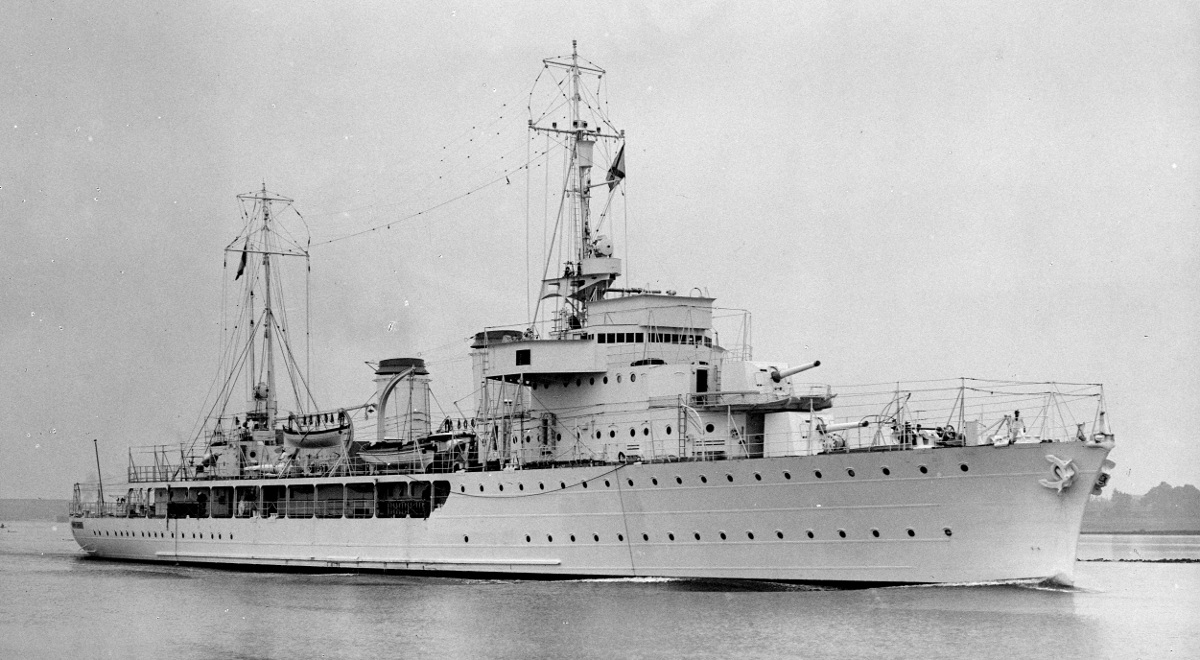
LAmiral Charner.

- - Le Savorgnan de Brazza est mis sur cale aux Chantiers Maritimes du Sud-Ouest de Bordeaux le 6 décembre 1929 lancé le 18 juin 1931 et admis au service actif le 21 février 1933; A fait partie des FNFL, désarmé le 30 mars 1957.
  - Le D'Entrecasteaux est mis sur cale aux Chantiers et Ateliers de Provence de Port de Bouc le 29 janvier 1930, lancé le 21 juin 1931 et admis au service actif le 6 mai 1933. Coulé le 6 mai 1942 par la Royal Navy à Diégo Suarez, renfloué en 1943, il fut désarmé le 19 octobre 1948.
  - Le Rigault de Genouilly est mis sur cale aux Forges et Chantiers de la Gironde à Bordeaux le 7 juillet 1931, lancé le 18 septembre 1932 et admis au service actif le 14 mars 1934. Coulé par méprise le 4 juillet 1940 par le sous-marin de la Royal Navy HMS Pandora devant Alger.
  - Le Amiral Charner est mis sur cale aux Chantiers Maritimes du Sud-Ouest de Bordeaux le 27 mai 1931, lancé le 1er octobre 1932 et admis au service actif le 20 avril 1934. Il participe à la bataille de Koh Chang en 1941, sabordé le 14 mars 1945 en Indochine française pour échapper à l'armée impériale japonaise.

### Tranche 1931
- Le D'Iberville est mis sur cale aux Forges et Chantiers de la Gironde à Bordeaux le 7 juillet 1931 lancé le 18 septembre 1932 et admis au service actif le 14 mars 1934 (Sabordage le 27 novembre 1942 dans le port militaire de Toulon)

### Tranche 1937
- Le La Grandière A60, puis A01 (ex Ville d'Ys), redésigné Escorteur de 2e classe F731, est mis sur cale aux Chantiers et Ateliers de Provence de Port de Bouc sous le nom de Ville d'Ys le 23 février 1938, lancé le 20 juin 1939, et admis au service actif le 20 juin 1940 après avoir été rebaptisé La Grandière (pour éviter les confusions avec l'aviso Ville d'Ys construit en 1917 et servant de stationnaire à St Pierre et Miquelon). Intégra notamment les forces navales de l'ONU pendant la guerre de Corée en 1950. Désarmé en mai 1959.

### Inachevés
- Le Beautemps-Beaupré est mis sur cale aux Forges et Chantiers de la Gironde le 3 mai 1938, sabordage le 24 juin 1940.
- Le La Pérouse, est mis sur cale aux Forges et Chantiers de la Gironde le 14 août 1939, resta inachevé dans son bassin.

## Galerie

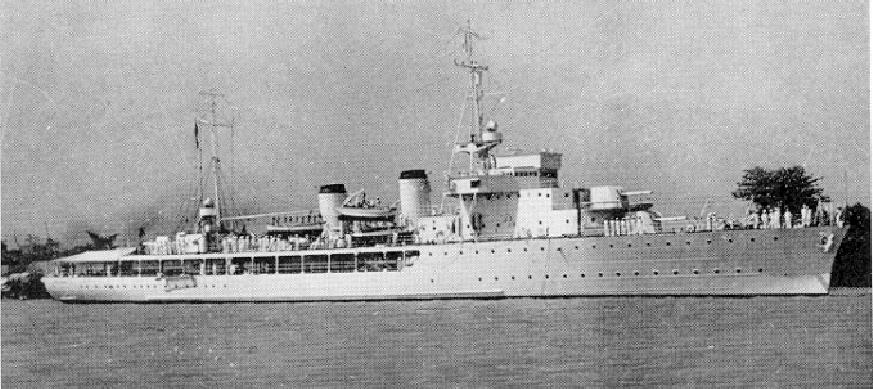
Aviso colonial, les trois images de la galerie proviennent du livret ONI203 pour l'identification des navires de la marine française, édité par la Division du Renseignement Naval du Département de la Marine des États-Unis (9 novembre 1942)
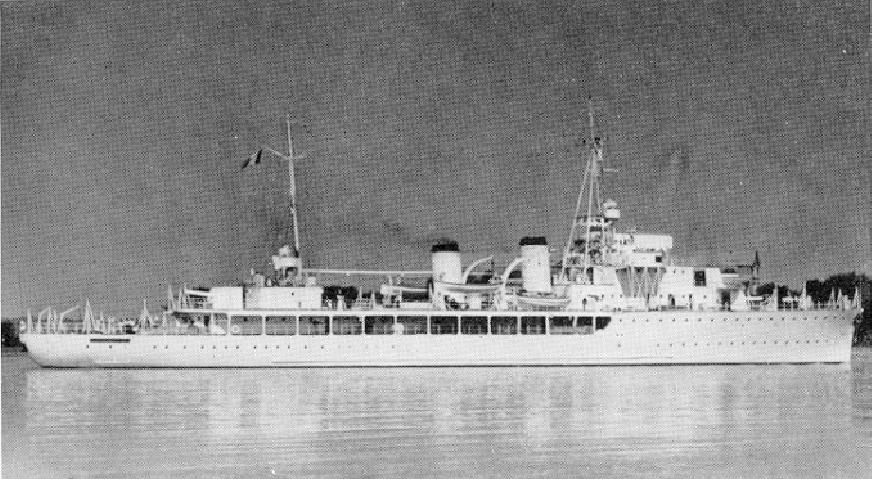
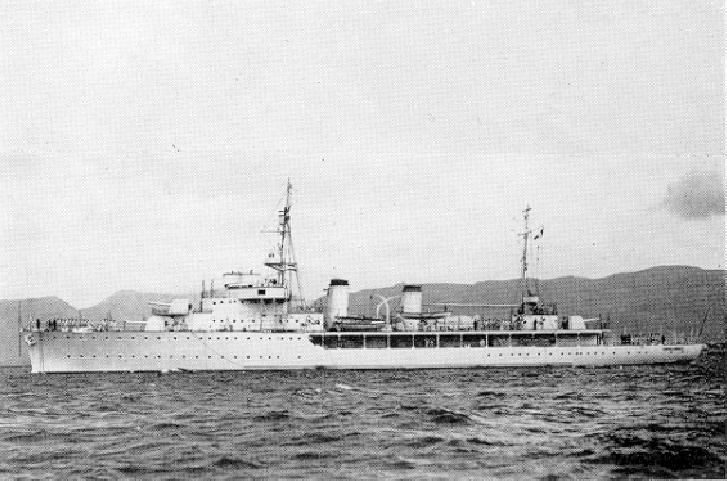